# Jack Hulbert
John Norman “Jack” Hulbert (* 24. April 1892 in Ely, Vereinigtes Königreich; † 25. März 1978 in London) war ein britischer Schauspieler, Komiker und Entertainer (Sänger) bei Bühne, Film und Fernsehen sowie ein Drehbuchautor, Choreograf, Fernsehproduzent und Filmregisseur.

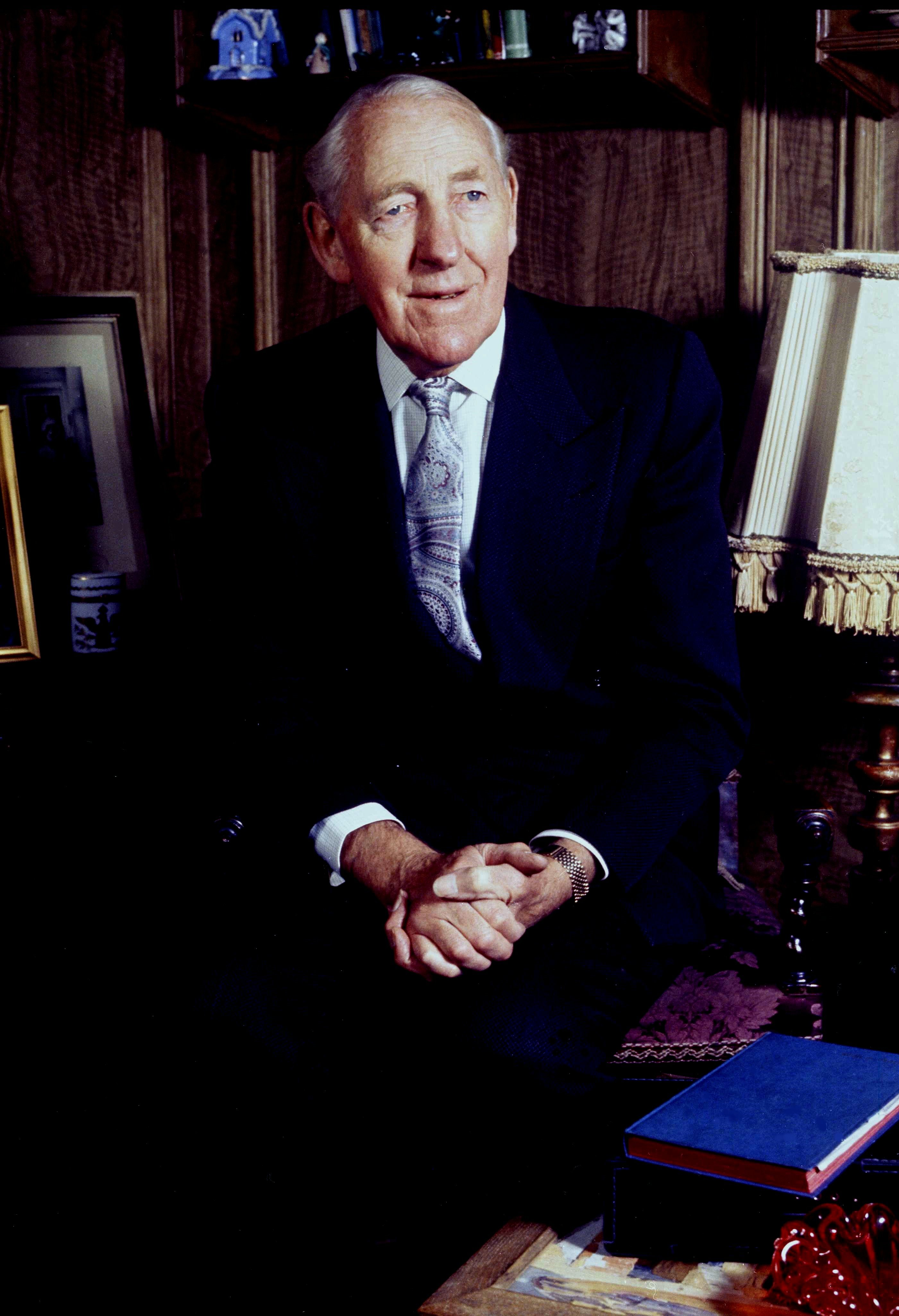
Jack Hulbert (1966)

## Leben und Wirken
Der vielseitige Entertainer besuchte in London die Westminster School und in Cambridge das Caius College und sammelte seine ersten Erfahrungen als Entertainer noch während seiner Studienzeiten im Cambridge University Footlights Dramatic Club. Dort sollte frühzeitig sein Talent als Komiker aber auch in anderen künstlerischen Bereichen (Tanz und Gesang) zutage treten. Hulberts optische Markenzeichen waren das gewaltige Kinn und sein breites Grinsen. Er erhielt vom Theatermann Robert Courtneidge seine erste bedeutende Theaterrolle angeboten: In dem Stück „The Pearl Girl“ spielte Hulbert an der Seite von dessen Tochter Cicely Courtneidge (1893–1980), die 1916 Hulberts Ehefrau werden sollte. Die Ehe hielt 62 Jahre lang, bis zu Hulberts Tod, und galt als überaus glücklich. Hulbert und Courtneidge wirkten gemeinsam in einer Fülle von Theaterproduktionen mit und traten auch in zahlreichen Filmen gemeinsam vor die Kamera.
Mit Beginn der Tonfilm-Ära in England 1929 wechselte Hulbert zum Film und feierte auch dort die gesamten 1930er Jahre bis zum Ausbruch des Zweiten Weltkriegs große Erfolge als Komiker. Bei einigen dieser leichtgewichtigen Streifen schrieb Hulbert auch am Drehbuch mit, gab diverse Lieder zum besten und beteiligte sich gelegentlich sogar an der Regie. In einer Umfrage zum Jahresbeginn 1935 galt Hulbert in seinem Land als der populärste britische Filmschauspieler, vor ihm rangierten lediglich sechs Hollywood-Größen. Mehrfach sah man Jack Hulbert damals wie auch in späteren Jahren als die ironisch eingefärbte Version des Klischee-Briten; so spielte er Militärs, höhere Polizeibeamte oder Adelige. Nach dem Krieg konzentrierte sich Jack Hulbert auf die Bühne und in den frühen Nachkriegsjahren auch auf das Fernsehen, vermochte aber an seine Erfolgsjahre in der Vorkriegszeit nicht mehr anzuschließen. 1962 konnte man ihn an der Seite seiner Frau in der BBC-Radio-Sitcom Discord in Three Flats hören. 1975 wurde Hulberts Autobiografie „The Little Woman’s Always Right“ herausgebracht. Hulberts jüngerer Bruder Claude Hulbert (1900–1964) war ebenfalls Schauspieler.

## Filmografie
- 1930: Elstree Calling (auch Co-Regie und Gesang)
- 1931: The Ghost Train
- 1931: Sunshine Susie
- 1932: Happy Ever After (auch Co-Drehbuch und Gesang)
- 1932: Love on Wheels
- 1933: Falling for You (auch Gesang, Drehbuch und Regie)
- 1934: Jack Ahoy (auch Gesang)
- 1934: Soldiers of the King (Drehbuch)
- 1935: Bulldog Jack (auch Drehbuch)
- 1936: Jack of All Trades (auch Drehbuch und Regie)
- 1937: Take My Tip (auch Drehbuch)
- 1937: Paradise for Two (auch Drehbuch)
- 1938: Kate Plus Ten (auch Drehbuch)
- 1940: Under Your Hat (auch Gesang und Produktion)
- 1948: Quinneys (TV-Film)
- 1949: The Squeaker (TV-Film)
- 1949: Dick Whittington (TV-Film, auch Produktion)
- 1949: Smith (TV-Film)
- 1950: Into the Blue
- 1950: Cinderella (TV-Film, auch Produktion)
- 1951: The Golden Year (TV-Film, auch Drehbuch und Produktion)
- 1951: Der wunderbare Flimmerkasten (The Magic Box)
- 1952: Gay’s the Word (TV-Film)
- 1955: Miss Tulip Stays the Night (auch Drehbuch)
- 1960: Das Spinngewebe (The Spider's Web)
- 1964–65: Compact (TV-Serie)
- 1968: Party Games (TV-Film)
- 1972: The Cherry Picker
- 1973: Nicht jetzt, Liebling  (Not Now Darling)